# Relógios Michelini
Os relógios Michelini foram produzidos por uma empresa familiar localizada na cidade brasileira de São Paulo, a qual se dedicava à fabricação de relógios mecânicos para torres de igrejas, fachadas comerciais, estações de trem, prédios e praças públicas.
A empresa funcionou entre os anos de 1908 e 1969, fazendo parte da intensa história da industrialização no Brasil durante a primeira metade do século XX. 
Produziu mais de 1200 mecanismos espalhados pelo Brasil e América Latina.

## História
A fábrica teve início com o imigrante italiano Vitaliano Michelini juntamente com seu filho José Michelini. Logo em sua fundação foi premiada com a medalha de ouro na Exposição Nacional Comemorativa do 1º Centenário da Abertura dos Portos do Brasil, ocorrida no final do ano de 1908.
No início a empresa tinha como depositários e concessionários Edmond Hanau & Cia., conforme pode ser visto nas inscrições dos relógios mais antigos e no primeiro anúncio realizado no jornal O Estado de S. Paulo em 1909.
O primeiro relógio Michelini no passeio público foi instalado na fachada da Casa Hanau, fundada em 1862 e a mais famosa joalheria de São Paulo no início do século XX. A loja localizava-se na Rua São Bento, 55 (antigo), a cerca de 30 m do Edifício Martinelli, em direção ao Largo São Francisco. Esse relógio contava com 3 mostradores, o do centro indicando a hora de São Paulo, o da esquerda a hora do Rio de Janeiro e o da direita a hora de Paris.
Curiosamente, também no jornal O Estado de S. Paulo, encontram-se anúncios posteriores da empresa, entre 1919 e 1922, mas com o nome "Vitalino" Michelini., mas somente em 13 de julho de 1923 a empresa dos Michelini foi constituída com o nome de "Vitaliano Michelini" (NIRE 35108655261). 
A empresa participou também da III Exposição Industrial de São Paulo, em 1920, no Palácio das Indústrias.
Em 23 de maio de 1941 passou a ser registrada como "José Michelini e Filho Ltda." (NIRE 35207026831), inscrição que pode ser vista nos relógios mais novos. 
A empresa teve continuidade com o neto Vitaliano José Michelini (*1923 - †1991) até o seu término. Após o fechamento da fábrica, em 1969, Vitaliano José Michelini ajudou a fundar a Metalúrgica Alado.
Os relógios mais conhecidos produzidos pelos Michelini são: o relógio da Estação da Luz, instalado em 1951, o relógio do antigo Mappin no centro de São Paulo, instalado em 1933 e o Relógio Público de Níchile, instalado na esquina da Rua São Bento com a Avenida São João em 1935. Em todas as estações da antiga Companhia Paulista de Estradas de Ferro, por exemplo, encontram-se relógios Michelini.

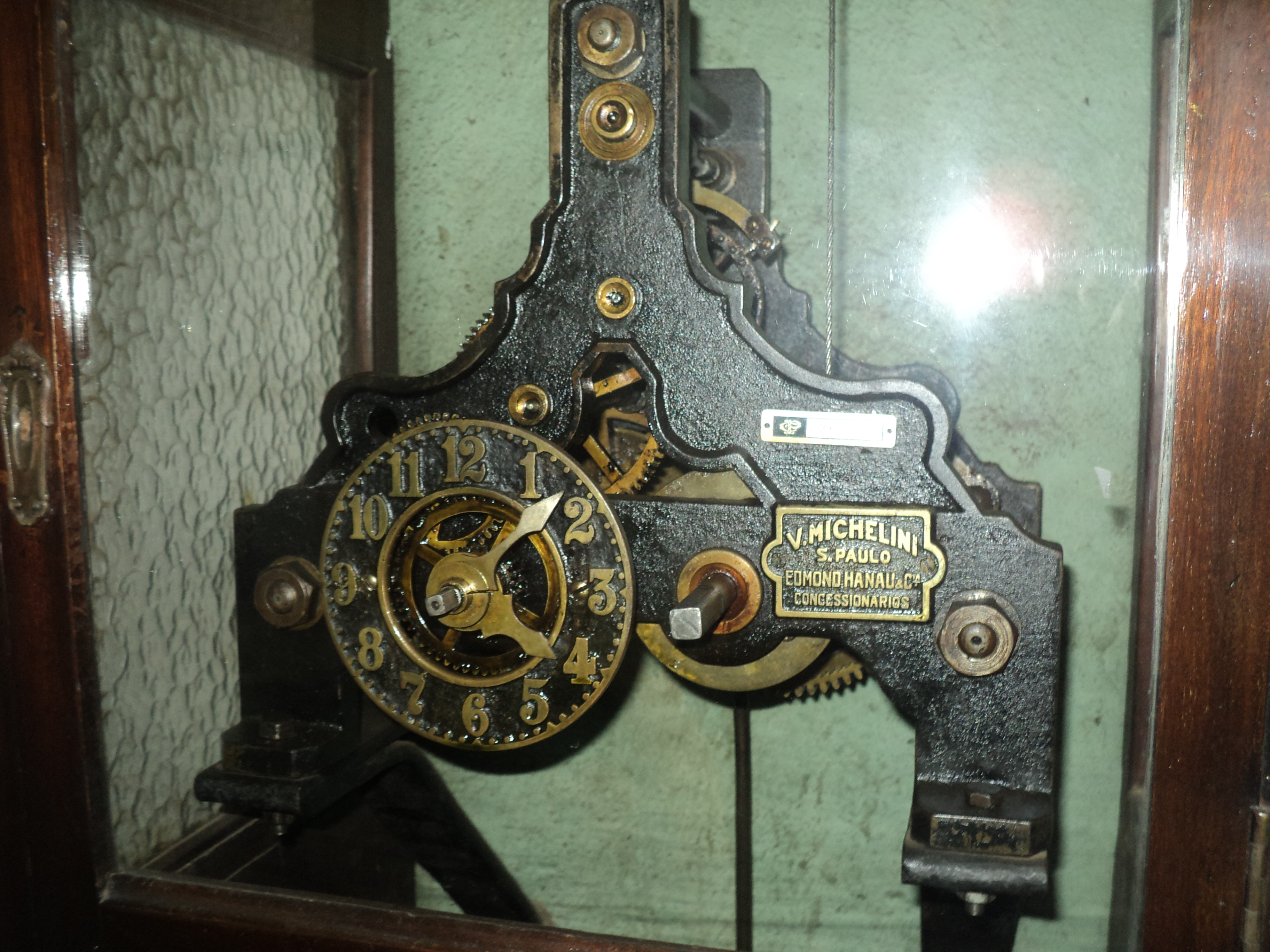
Relógio Michelini - Estação de trem (plataforma), São Carlos - SP

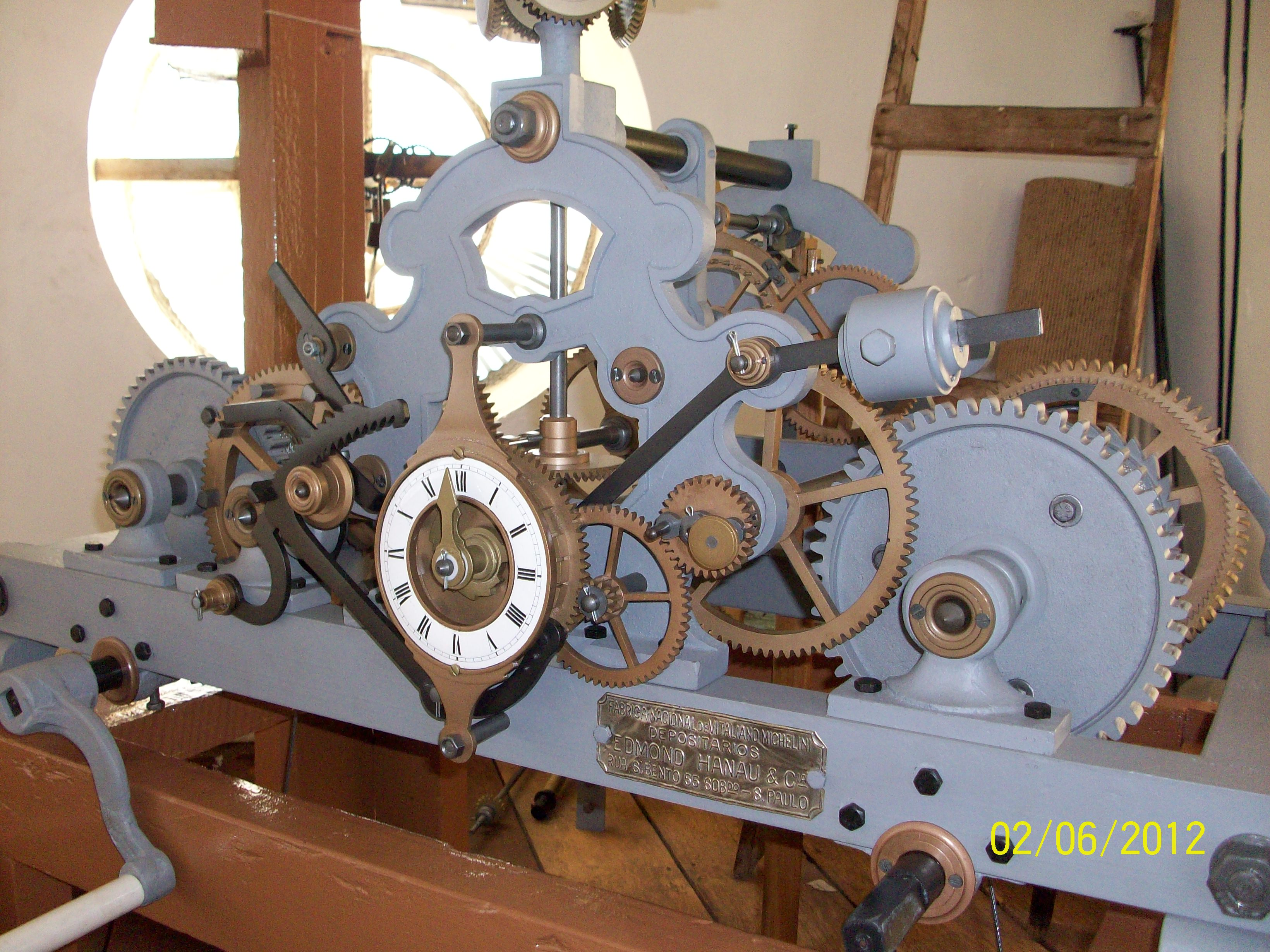
Relógio Michelini - Igreja Santo Antônio - São Carlos - SP

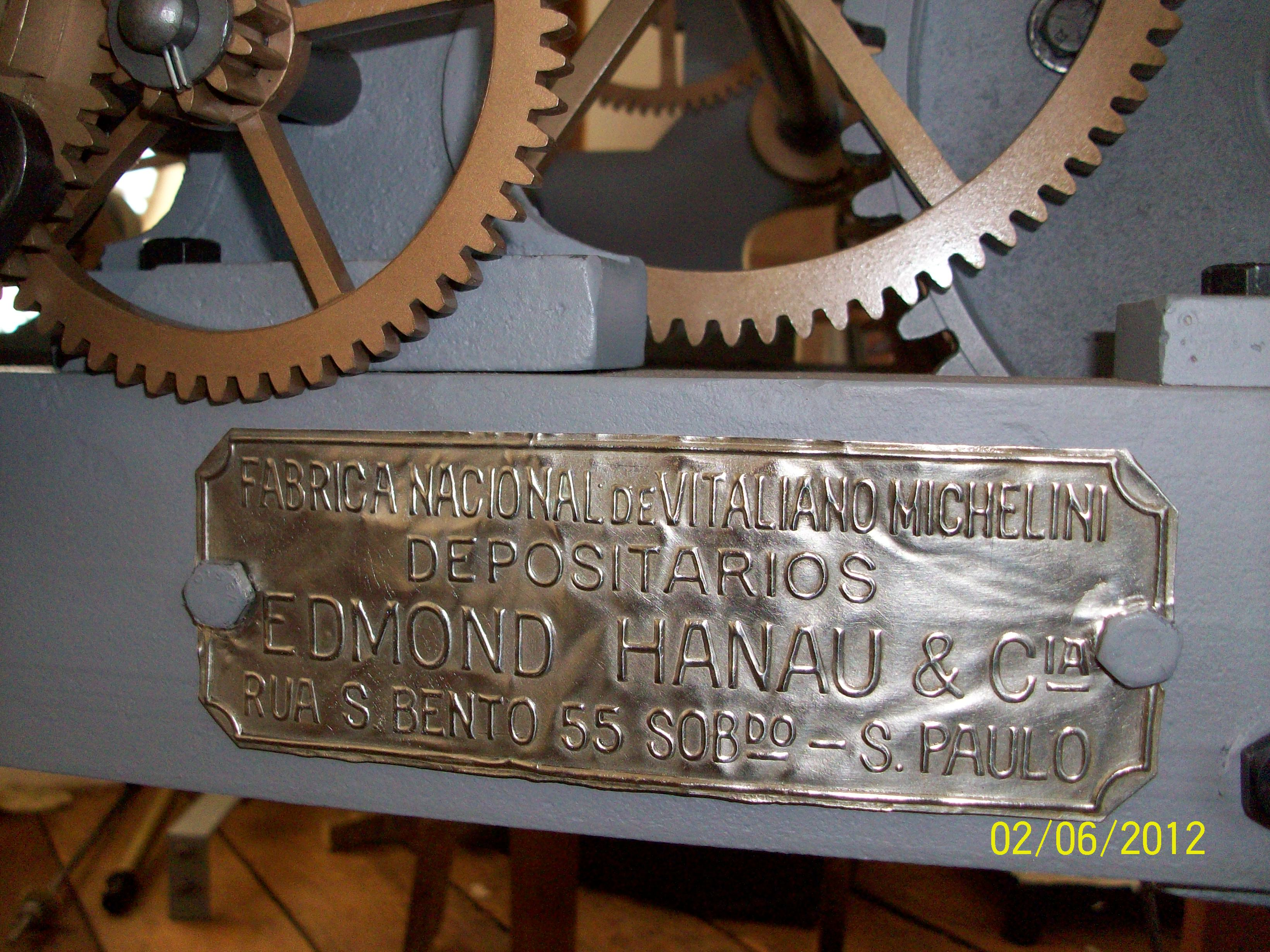
Placa do Relógio, Igreja Santo Antônio, São Carlos - SP

## Características e modelos
Os mecanismos produzidos eram essencialmente mecânicos, embora alguns possuíssem motores elétricos para acionamento dos pesos ou dispositivos intermediários. Eram 10 modelos, alguns com pequenas diferenças entre si. Pode-se distinguir claramente hoje três tipos de construção básica de acordo com a bibliografia:
- menor, formada por quadro de platinas com espaçadores. Esse mecanismo só aciona um ou mais mostradores. Exemplos: relógio da plataforma da estação de trem em São Carlos-SP, relógio da estação de trem em Barretos-SP.
- intermediária, formada por quadro de platinas com espaçadores. Além de mostradores esse mecanismo também aciona sinos. Exemplos: relógio da Catedral de Barretos-SP, relógio da antiga Catedral de Cuiabá-MT (hoje localizado no Museu de Arte Sacra), relógio da Igreja Nossa Sra. das Dores em Bauru-SP, relógio da Igreja São José em Cravinhos-SP.
- maior, formada por quadro misto de base plana e platinas com espaçadores. Além de mostradores esse mecanismo também aciona sinos. Porém, nesse caso, os tambores de corda, e parte do mecanismo das batidas, assentam-se sobre o quadro de base plana e o restante do mecanismo fica alojado no quadro de platinas com espaçadores, sendo este também assentado sobre a base plana. Exemplos: relógio da Estação da Luz em São Paulo-SP, relógio da Igreja Sto. Antônio de Pádua em São Carlos-SP (modelo A-5, o modelo A-4 é igual com a diferença que não repete as batidas das horas[2]), relógio do antigo Palácio das Indústrias em São Paulo-SP.

Conforme a bibliografia o mecanismo de escape característico é o "deadbeat" com roda de pinos e o mecanismo de controle das batidas dos sinos é o de cremalheira com caracol.

## Relógios Michelini Identificados
| Localização                                                               |  | Inauguração             | Referências                |
| ------------------------------------------------------------------------- |  | ----------------------- | -------------------------- |
| Igreja Matriz Santo Antônio de Pádua, São Carlos - SP                     |  | 21 de março de 1910     | [ 19 ] [ 21 ] [ 22 ]       |
| Igreja Matriz Santo Antônio, Mirai - MG                                   |  | 28 de novembro de 1911  | [carece de fontes?]        |
| Estação de trem (plataforma), São Carlos - SP                             |  | 4 de julho de 1912      | [ 23 ] [ 24 ]              |
| Palácio dos Correios, São Paulo - SP                                      |  | 20 de outubro de 1922   | [ 25 ] [ 26 ]              |
| Estação de trem, Barretos - SP                                            |  | 1923 ou mais            | [ 27 ]                     |
| Catedral Divino Espírito Santo, Barretos - SP                             |  | 1926 a 1928             | [ 27 ]                     |
| Basílica Nossa Senhora da Conceição, Tatuí - SP                           |  | 4 de dezembro de 1927   |                            |
| Palácio das Indústrias, São Paulo - SP                                    |  | 29 de abril de 1924     | [ 28 ] [ 29 ]              |
| Igreja Matriz Senhor Bom Jesus da Cana Verde, Batatais - SP               |  | 1928                    | [ 30 ]                     |
| Museu de Arte Sacra, Cuiabá - MT                                          |  | 1929                    | [ 32 ] [ 33 ]              |
| Igreja Matriz São José, Cravinhos - SP                                    |  | década de 1930 ou menos | [ 34 ]                     |
| Faculdade de Medicina da USP, São Paulo - SP                              |  | 1931                    | [ 13 ]                     |
| Antigo Mappin (centro), São Paulo - SP                                    |  | dezembro de 1933        | [ 1 ] [ 13 ] [ 15 ] [ 16 ] |
| Relógio Público De Níchile, São Paulo - SP                                |  | 5 de abril de 1935      | [ 17 ] [ 18 ]              |
| Igreja Matriz, Canoinhas - SC                                             |  | 14 de novembro de 1937  | [ 35 ]                     |
| Igreja Matriz São Lourenço, Urupês - SP                                   |  | 1939                    | [ 36 ]                     |
| Igreja Matriz, São Tomás de Aquino - MG                                   |  | década de 1930          | [ 37 ]                     |
| Santuário Santa Rita de Cássia, Santa Rita do Sapucaí - MG                |  | 1940                    | [ 38 ]                     |
| Igreja Matriz, Pitangui - MG                                              |  | 24 de dezembro de 1940  | [ 39 ] [ 40 ]              |
| Basílica Nossa Senhora Aparecida, São José do Rio Preto - SP              |  | década de 1940          | [ 41 ] [ 42 ]              |
| Igreja Matriz São João Batista, Guareí - SP                               |  | 1941 ou mais            | [ 43 ]                     |
| Igreja Santo Agostinho, São Paulo - SP                                    |  | 1941 ou mais            | [ 44 ]                     |
| Igreja Matriz, São José do Alegre - MG                                    |  | 1941 ou mais            | [ 45 ]                     |
| Igreja São Sebastião, Parelhas - RN                                       |  | 1941 ou mais            | [ 46 ]                     |
| Santuário Santo Antônio de Pádua, Santo Antônio do Amparo - MG            |  | 1941 ou mais            | [ 47 ]                     |
| Igreja Santa Terezinha, Bauru - SP                                        |  | 1945                    | [ 48 ] [ 49 ]              |
| Santuário Senhor Bom Jesus, Pirapora do Bom Jesus - SP                    |  | 1946                    | [ 50 ]                     |
| Igreja Matriz de Nossa Senhora da Apresentação, Natal - RN                |  | 1946                    | [ 51 ]                     |
| Igreja Matriz São Miguel Arcanjo, Miguelópolis - SP                       |  | 1948                    | [ 27 ] [ 52 ]              |
| Igreja Matriz, Raul Soares - MG                                           |  | 1948 a 1949             | [ 53 ]                     |
| Catedral Santa Terezinha, Joaçaba - SC                                    |  | 1949                    | [ 54 ]                     |
| Igreja Matriz de Caraguatatuba, Caraguatatuba - SP                        |  | 1949                    | [ 55 ]                     |
| Igreja Matriz São Miguel Arcanjo, São Miguel Arcanjo - SP                 |  | 1950                    | [ 56 ]                     |
| Igreja Matriz Senhor Bom Jesus, Potirendaba - SP                          |  | 1950 (aproximadamente)  | [carece de fontes?]        |
| Igreja Nossa Senhora das Dores, Bauru - SP                                |  | 1951                    | [ 57 ]                     |
| Estação da Luz, São Paulo - SP                                            |  | 1951                    | [ 1 ] [ 13 ] [ 14 ]        |
| Praça Santo Antônio, Ribeirão Preto - SP                                  |  | 1° de abril de 1951     | [ 58 ]                     |
| Santuário Nossa Senhora da Piedade, Lençóis Paulista - SP                 |  | 1952                    | [ 59 ]                     |
| Santuário Nossa Senhora Aparecida, Taquaritinga - SP                      |  | 1953                    | [ 60 ]                     |
| Igreja Santa Rita de Cássia, Sorocaba - SP                                |  | 1953                    | [carece de fontes?]        |
| Santuário Santa Terezinha, Taubaté - SP                                   |  | 1954                    | [ 61 ]                     |
| Largo do Mercado Municipal, Sorocaba - SP                                 |  | 1954                    | [carece de fontes?]        |
| Igreja Matriz, São João Batista; Guaiçara - SP                            |  | 1954                    |                            |
| Igreja Matriz, Santa Cruz do Escalvado - MG                               |  | 1956                    | [carece de fontes?]        |
| Torre da antiga CICA, Jundiaí - SP                                        |  | década de 1950          | [ 2 ] [ 62 ]               |
| Igreja São Sebastião, Jequeri - MG                                        |  | 1961                    | [ 63 ]                     |
| Igreja Matriz São José, São José do Rio Pardo - SP                        |  | 1964                    | [ 64 ]                     |
| Santuário de Nossa Senhora Aparecida (Santuário), Américo Brasiliense -SP |  | 1965                    |                            |
| Câmara Municipal, Botucatu - SP                                           |  | desconhecida            | [ 65 ]                     |
| Igreja Santo Estanislau, Alto Paraguaçu, Itaiópolis - SC                  |  |                         | [carece de fontes?]        |
| Extintos                                                                  |  | Inauguração             | Referências                |
| Casa Hanau & Cia. (3 mostradores), São Paulo - SP                         |  | 1909                    | [ 7 ]                      |
| De Níchile (Largo do Arouche), São Paulo - SP                             |  | 1930 a 1933             | [ 18 ] [ 66 ]              |
| De Níchile (Estação do Norte), São Paulo - SP                             |  | 1930 a 1933             | [ 18 ] [ 66 ]              |
| De Níchile (Pça. Ramos de Azevedo), São Paulo - SP                        |  | 23 de dezembro de 1933  | [ 18 ] [ 67 ]              |
| De Níchile (Pça. da Sé), São Paulo - SP                                   |  | 1° de maio de 1934      | [ 18 ] [ 68 ]              |
| Relógio do Gonzaga (De Níchile), Santos - SP                              |  | 9 de julho de 1936      | [ 69 ]                     |
| Pitangueiras (De Níchile), Guarujá - SP                                   |  | posterior a 1935        | [ 69 ] [ 70 ]              |